# K3리그 베이직
K3리그 베이직은 대한민국 축구 리그 시스템 중 5부리그 격에 해당하는 대한민국의 축구 리그이다. 2020년에 기존 내셔널리그, K3리그 어드밴스와 K3리그 베이직은   K3리그, K4리그로 새롭게 개편되었다.

## 역사
2007년 설립된 K3리그는 2016년까지 통합된 채 운영되었지만 2017년부터 4부리그인 어드밴스와 5부리그인 베이직으로 분리되어 운영되기 시작했다.
2016시즌 기준 상위 12개팀은 어드밴스에서 2017시즌을 시작하고 남은 구단과 신생 구단 9개팀은 베이직에서 2017시즌을 시작하게 되었다.
2018시즌 충주시민축구단과 여주세종축구단이 참가하여 11개팀이 총 20라운드 리그를 진행하였다.
2019시즌 FC 의정부, 부여 FC, 부산 FC가 불참으로 하고 울산시민축구단이 참가하여 총 8개 팀으로 총 21라운드 리그를 진행하였다.

## 구단

### 2018 시즌 참가 구단
| 평창 FC 부산 FC 부여 FC 충주 시민축구단                                                                    |
| 고양 시민축구단 서울 유나이티드 FC 의정부 파주 시민축구단 시흥 시민축구단 여주 세종 축구단 양주 시민축구단 |

| 클럽            | 연고지    | 홈구장                           | 가입년도 |
| --------------- | --------- | -------------------------------- | -------- |
| FC 의정부       | 의정부    | 의정부종합운동장                 | 2014년   |
| 고양 시민축구단 | 고양      | 어울림누리 별무리 경기장         | 2008년   |
| 부산 FC         | 부산      | 부산아시아드주경기장 보조 경기장 | 2017년   |
| 부여 FC         | 부여      | 부여종합운동장                   | 2016년   |
| 서울 유나이티드 | 서울 노원 | 마들스타디움                     | 2007년   |
| 시흥 시민축구단 | 시흥      | 정왕동체육공원                   | 2016년   |
| 양주 시민축구단 | 양주      | 양주고덕인조구장                 | 2007년   |
| 여주 시민축구단 | 여주      | 여주종합운동장                   | 2018년   |
| 충주 시민축구단 | 충주      | 탄금축구장                       | 2018년   |
| 파주 시민축구단 | 파주      | 파주스타디움                     | 2012년   |
| 평창 FC         | 평창      | 평창스타디움                     | 2008년   |

## 우승
| 시즌 | 팀수 | 대회 방식           | 우승             | 준우승           |
| ---- | ---- | ------------------- | ---------------- | ---------------- |
| 2017 | 9    | 단일 리그 + 승격 PO | 서울 중랑 축구단 | 시흥 시민축구단  |
| 2018 | 11   | 단일 리그 + 승격 PO | 시흥 시민축구단  | 파주 시민축구단  |
| 2019 | 10   | 단일 리그 + 승격 PO | 울산 시민 축구단 | 전주 시민 축구단 |

## 같이 보기
| 대한민국 축구 리그 시스템 - 1부 K리그1 - 2부 K리그2 - 3부 내셔널리그 - 4부 K3리그 어드밴스 - 5부 K3리그 베이직 - 6부 K5리그 - 7부 K6리그 - 8부 K7리그 | 대한축구협회 주관 리그전 - 전국 K3리그 (어드밴스 ･ 베이직) - 지역 K5리그 ･ K6리그 ･ K7리그 주요 컵 대회 - 전국선수권 대한민국 FA컵 - 아마선수권 챌린저스컵 | K3리그 베이직 관련 항목 - 챌린저스컵 - 전국체육대회 - 전국축구선수권대회 - 대통령배 전국축구대회 |